# Васильєвська сільська рада (Половинський район)
Васи́льєвська сільська рада (рос. Васильевский сельский совет) — сільське поселення у складі Половинського району Курганської області Росії.
Адміністративний центр та єдиний населений пункт — село Васильєвка.
Населення сільського поселення становить 241 особа (2017; 302 у 2010, 468 у 2002).